# Poldermolen (Meetkerke)
De Poldermolen, ook Grote Molen genaamd, is een windmolen in de tot de West-Vlaamse gemeente Zuienkerke behorende plaats Meetkerke, gelegen aan Biezenstraat 3.
Deze ronde stenen molen van het type grondzeiler fungeerde als poldermolen.

## Geschiedenis
De molen bevindt zich aan de rand van de Meetkerkse Moeren, een voormalig veengebied dat in de 10e en 11e eeuw werd afgegraven om Brugge van turf te voorzien. Zo ontstond een moerassige laagte.
Vanaf 1502 werden plannen ontwikkeld om dit gebied droog te malen. Door allerlei strubbelingen, waar de godsdienstoorlogen eind 16e eeuw nog bij kwamen, werd pas in 1617 concreet met de droogmaking begonnen. Van 1617-1622 werd een aarden ringdijk aangelegd. In 1623 waren er twee achtkante houten bovenkruiers in werking, die met schepraderen het water konden uitslaan op de Blankenbergse Vaart. Dit waren de Kleine Molen en de Grote Molen.
In 1810 brandde de Grote Molen af. In 1811 werd een stenen molen gebouwd. Deze bleef functioneren tot 1928 waarna een dieselgemaal het werk overnam. In 1942 werd de Grote Molen beschermd als monument. De molen werd diverse malen gerestaureerd, het laatst omstreeks 2014.
De molen is de enige poldermolen met scheprad welke nog in België bestaat.
- Inventaris van het Bouwkundig Erfgoed (Vlaanderen): 57979